# Abszurd irodalom
Abszurd irodalom (a latin absurdus 'rosszul hangzó, képtelen, balga' szóból) – főleg a drámában, de az elbeszélő és lírai műfajokban is érvényesülő, az 1950-es évektől jelentkező stílusirányzat. A korábbi modernista áramlatokat is meghaladva megtagadja a cselekménybonyolítás és jellemfestés hagyományos formáit: a szereplők arcéle egybemosódik, szellemi képességeik és fizikai tulajdonságaik gyakran "emberalattiak"; a félelem és szorongás az egyetlen tartós lelkiállapot; a cselekmény nem egyirányú és visszafordíthatatlan eseménysor, az időbeni egymásutániság ritkán esik egybe okozati összefüggésekkel; a dialógusokban nagy szerephez jutnak a képtelenségek s a logikai hibák; a nyelv bővelkedik trivialitásokban és közhelyekben; a színpadi hatáskeltés elsődlegesen a groteszk eszközeivel él; a humor: akasztófahumor.

## Születése
A kérdésfeltevés módja az "abszurdokat" az egzisztencialistákkal rokonítja, anélkül, hogy filozófiai tételeket illusztrálnának, az abszurd irodalom ugyanis magának az érzéki és fogalmi megismerésnek, bármilyen információcserének a lehetőségét, az emberi együttlétnek a megalapozhatóságát vonja kétségbe, a nyelvi kommunikációt a gondolkodás és a megértés hamis burkának tekintve. Válfajai (például a becketti meg a ionescói) aszerint különíthetők el, hogy tagadásuk "lételméleti" vagy "ismeretelméleti" hangsúlyú-e. A kérdések végső fokon az ember alapvető metafizikai helyzetére vonatkoznak, s úgy vannak megfogalmazva, hogy kizárják az értelmes válasz lehetőségét. Az "abszurdok" szemében semmiféle értékrendnek nincs érvényessége, az emberi cselekedetek így egyenértékűek: egyformán értelmetlenek. Ezért a klasszikus esztétikai kategóriák (tragikum, komikum, tragikomikum) sem alkalmazhatók az abszurd irodalomra. Azok a kelet-európai stílustörekvések viszont (például a lengyel Sławomir Mrożek, Tadeusz Różewicz, vagy az orosz Danyiil Harmsz művei), amelyekre ösztönzőleg hatottak az abszurd irodalom formai vívmányai, nem az emberi létezés alapjait teszik kérdésessé, hanem mindig a létezésnek, elsősorban az elidegenedett létezésnek valamelyik sajátos (vagy épp hétköznapi, kisszerű) formáját választják tárgyul, rendszerint szatirikus célzattal. Itt már a lehetetlen helyzetek bírálatáról s ezekkel szembeni erkölcsi magatartás kialakításáról van szó.
A kelet-európai abszurd irodalom eredeti változatát képviselik Páskándi Géza 1968 után írott s általa "abszurdoid"-nak nevezett drámái, jelenetei, párbeszédei és novellái, valamint gondolati lírájának "transzcendens grammatikájú" versei; ezek a művek úgy feszegetik a létkérdést, hogy közben nem szakadnak el térben és időben a konkrét létezéstől. Páskándi szerint az abszurd irodalom hőseiben "a szituációval szemben fegyvertelenül álló, választani, dönteni nem tudó emberek állnak előttünk". A Páskándi-drámák szereplőinek halandzsa-szövegei mélyebb összefüggésekre világítanak, a szerző nem akarja az egyént elszigetelni a társadalomtól, ellenkezőleg, írásaival az elszigetelés jelensége ellen lép fel. Az abszurd dráma és próza jegyei a romániai magyar irodalom más alkotóinak műveiben is felismerhetők műfaj meghatározó módon vagy csak színező hatások formájában, így például Deák Tamás, Kányádi Sándor, Kocsis István, Lászlóffy Csaba egyes színdarabjaiban, Bodor Ádám, Panek Zoltán, Sigmond István, Soltész József, Sőni Pál, Vári Attila elbeszéléseiben, Szilágyi Domokos, Palocsay Zsigmond, Vásárhelyi Géza, későbbi generációból Szőcs Géza, Egyed Péter, Cselényi Béla verseiben is.

## Lásd még
- Abszurd dráma